# Трайче Груйоски
Трайче Груйоски с псевдоним Павле (на македонска литературна норма: Трајче Грујоски - Павле) е югославски партизанин и историк от комунистическа Югославия.

## Биография
Роден е на 19 август 1921 година в леринското село Раково, но семейството му скоро след това се премества в Битоля, където той завършва основно и средно образование. През 1938 година става член на Съюза на комунистическата младеж на Югославия и е ръководител на средношколските организации в Битоля. От 1941 е член на Местния комитет на СКМЮ за Битоля. По-късно е секретар на Областния комитет на СКМЮ.
През 1942 година влиза в Битолския народоосвободителен партизански отряд „Яне Сандански“. След това е инструктор на Леринския народоосвободителен партизански отряд „Вичо“. От 1943 година е политически комисар на чета в Битолския народоосвободителен партизански отряд „Гоце Делчев“. През същата година става член на Втория областен комитет на МКП и заместник-политически комисар на Втора оперативна зона на НОВ и ПОМ. От юли 1943 година е нелегален в Битоля, където го заварва краят на войната.
Българските власти в 1942 година го осъждат задочно на 15 години затвор, като по-късно присъдата е променена на смъртна.
След Втората световна война завършва Правно-икономическия факултет на Скопския университет. По-късно защитава докторска дисертация за икономическото и общественото развитие на Битоля. Става редовен професор в Икономическия факултет в Скопие и Прилеп.
В отделни периоди е председател на общинския народен комитет на Битоля и на събранието на Битолска околия, секретар и подпредседател на Изпълнителния съвет на Събранието на СРМ, съюзен секретар (министър) за законодателство и организация на властта на Югославия, председател на Републиканския съвет на Събранието на СРМ. Бил е член на Съюзния изпълнителен комитет на Югославия, съдия в Конституционния съд на СРМ и член на ЦК на МКП. Пише научни трудове главно в областта на комунистическата съпротива във Вардарска Македония и икономическото развитие на Битоля. Носител на Партизански възпоменателен медал 1941 година.
Почива на 17 юли 2016 година.